# Dokuztaş
Dokuztaş (türkisch für Neunstein), (kurd. Gevirgevrik) ist ein Dorf im Landkreis Diyadin der türkischen Provinz Ağrı mit 129 Einwohnern (Stand: Ende 2024). Es liegt in Ostanatolien 1990 m über dem Meeresspiegel, ca. 20 km nordwestlich der Kreishauptstadt und hatte 2009 insgesamt 143 Einwohner. Im Dorf befindet sich eine Grundschule.
Der Name Gevirgevrik ist der ursprüngliche Name. Dieser ist als solcher auch im Grundbuch verzeichnet.